# Från nu till evighet
 (avril 2020).
Si vous disposez d'ouvrages ou d'articles de référence ou si vous connaissez des sites web de qualité traitant du thème abordé ici, merci de compléter l'article en donnant les références utiles à sa vérifiabilité et en les liant à la section « Notes et références ».
Albums de Carola
Störst av allt I Denna Natt Blir Världen Ny - Jul I Betlehem II
Från nu till evighet est un album de Carola sorti le 17 mai 2006, produit par Peter Boström, Henrik Wikström, Thomas G:son et Twin, Koshiar Mehdipoor chez Universal Music

## Liste des chansons
- 01. Jag ger allt (S Almqvist / P Thyrén / K Marcello / Carola Häggkvist)
- 02. Ingenting du säger (S Almqvist / P Thyrén / K Marcello / Carola Häggkvist)
- 03. Evighet (Bobby Ljungren /Thomas G:son / H Wikström /Carola Häggkvist)
- 04. Stanna eller gå (Thomas G:son / Carola Häggkvist)
- 05. Vem kan älska mig (Thomas G:son / Carola Häggkvist)
- 06. För alltid (Bobby Ljungren /Thomas G:son / H Wikström)
- 07. Fast det är mörkt nu (S Almqvist / Carola Häggkvist)
- 08. Tro på kärleken (N Molinder / J Persson / P Ankarberg)
- 09. Jag lever livet (Thomas G:son / Carola Häggkvist)
- 10. Nära dig (Bobby Ljungren / Thomas G:son / Carola Häggkvist)
- 11. Genom allt (radioversion) (Carola Häggkvist)
- 12. Invincible (Bobby Ljungren / Thomas G:son / H Wikström)

## Single

### Evighet

#### Pistes
- 01. Evighet
- 02. Evighet (instrumental)

#### Meilleurs classements
- Suède n°1
- Norvège n°8

### Invincible

#### Pistes
- 01. Invincible
- 02. Invincible (instrumental)

#### Meilleurs classements
- Suède n°29
- Belgique n°6 (Classement Ultratip)

## Classement
- Suède n°1
- Norvège n°25